# جانيس سكروديريس
جانيس سكروديريس مواليد 14 أغسطس 1983 في يورمالا، الاتحاد السوفيتي، هو لاعب كرة مضرب لاتفي سابق بدأ مسيرته كمحترف سنة 2002 وكان يلعب باليد اليمنى. أعلى تصنيف له في الفردي كان المركز الـ 1233. أعلى تصنيف له في الزوجي كان 1186.

## روابط خارجية
- جانيس سكروديريس على موقع رابطة محترفي التنس (الإنجليزية)
- جانيس سكروديريس على موقع الاتحاد الدولي لكرة المضرب (الإنجليزية)
- جانيس سكروديريس على موقع خلاصة التنس.كوم (الإنجليزية)